# Fritz Moser (Politiker, 1908)
Fritz Moser (* 14. September 1908 in Landiswil; † 20. April 1985 in Bern) war ein Schweizer Jurist, Bankmanager und Politiker (BGB).

## Leben
Moser, Sohn des Landwirts, Gemeindekassiers und Gemeindepräsidenten Karl Moser und der Ida geborene Hertig, studierte Jus in Bern und eröffnete danach eine Praxis als Notar in Thun.
Er war Verwalter der Ersparniskasse Wangen an der Aare und dort auch Gemeinderat. Von 1946 bis 1958 war er Berner Grossrat und Fraktionspräsident der Bauern-, Gewerbe- und Bürgerpartei. 1958 wurde er Regierungsrat (1958 bis 1960 Justizdirektor, 1960 bis 1974 Finanz- und Kirchendirektor). Ab 1974 arbeitete er als Kantonalbankpräsident.
Zudem war er Vorstandsmitglied der Berner Musikgesellschaft, Präsident der Stiftung Schloss Landshut, Präsident des Kunstmuseums Bern und Verwaltungsratspräsident der Berner Kraftwerke AG. Während seiner Amtszeit als Regierungsrat realisierte Moser das Finanzhaushaltsgesetz und eine Steuerreform.
Verheiratet war er mit Margaretha Elisabeth Hofer, Tochter von Friedrich Hofer.